# 엔비디아 시스템 도구
엔비디아 시스템 도구(NVIDIA System Tools, 이전 이름: nTune)는 유틸리티 모음으로, BIOS를 통하지 않고 윈도우 내에서 그래픽 사용자 인터페이스를 통해 온도 및 전압을 포함한 컴퓨터 시스템 구성 요소를 액세스, 모니터링 및 조정할 수 있도록 지원하는 단종된 소프트웨어이다.
또한 시스템 도구는 설정을 자동으로 조정하고 테스트하여 특정 컴퓨터 하드웨어 구성에 대한 최적의 설정 조합이라고 판단되는 것을 찾는 기능을 가지고 있다. 그래픽 처리 장치 (GPU), 중앙 처리 장치 (CPU), MCP(Media Communications Processor), 램, 전압 및 팬을 포함한 모든 것이 조정되지만, 모든 메인보드가 이러한 모든 조정 옵션을 지원하는 것은 아니다.
컴퓨터 구성도 저장할 수 있다. 이를 통해 최종 사용자는 고성능 게임 프로필, 덜 까다로운 작업을 위한 조용한 프로필 또는 기타 사용 목적에 특화된 프로필 사이를 전환할 수 있다.
엔비디아 시스템 도구는 또한 BIOS의 프런트 엔드이다. BIOS에서 변경할 수 있는 대부분의 설정은 포함된 유틸리티에서 사용할 수 있다. nForce 및 GeForce 하드웨어에 대한 BIOS 및 드라이버 업데이트도 시스템 도구를 통해 수행할 수 있다. 또한 Enthusiast System Architecture에 따라 인증된 하드웨어를 지원하며 USB를 통해 메인보드에 연결된다.

## 이전 지원 메인보드 칩셋
다음 칩셋은 nTune 출시에서 지원되었으나 더 이상 엔비디아 시스템 도구에서 지원되지 않는다.
- nForce 220, nForce 220D, nForce 415 및 nForce 420D
- 엔포스2 및 nForce2 400
- nForce2 Ultra 및 nForce2 Ultra 400
- nForce2 400R 및 nForce2 Ultra 400Gb
- nForce3 150 및 nForce3 PRO 150
- nForce3 250, nForce3 250Gb 및 nForce3 PRO 250

## 현재 지원 메인보드 칩셋
- nForce4 Pro 2200, nForce4 Ultra, nForce4 SLI 및 nForce4 SLI x16
- nForce 590 SLI, nForce 570 SLI, nForce 570 LT SLI, nForce 570 Ultra, nForce 560, nForce 550, nForce 520 및 nForce 520 LE
- nForce 680a SLI, nForce 680i SLI, nForce 680i LT SLI, nForce 650i SLI, nForce 650i Ultra, nForce 630a, nForce 630i 및 nForce 610i
- nForce 790i Ultra SLI, nForce 790i SLI, nForce 780a SLI, nForce 780i SLI, nForce 750a SLI, nForce 750i SLI, nForce 730a, nForce 720a 및 nForce 710a

## 지원 그래픽 처리 장치
다음 GPU는 오버클럭 및 온도 모니터링을 지원한다.
- GeForce 5 (FX)
- 지포스 6 시리즈
- 지포스 7 시리즈
- 지포스 8 시리즈
- 지포스 9 시리즈
- 지포스 200 시리즈
- 지포스 300 시리즈
- 지포스 400 시리즈
- 지포스 500 시리즈

| 이전 쿨빗 | 엔비디아 오버클럭 | 이후 - |